# Oswald Loretz
Oswald Loretz (* 14. Januar 1928 in Hörbranz; † 12. April 2014 in Münster) war ein deutscher Theologe und Altorientalist.

## Leben
Geboren und aufgewachsen in Hörbranz (Österreich) studierte Oswald Loretz 1948–1957 an der Päpstlichen Universität Gregoriana in Rom sowohl Philosophie als auch Kath. Theologie. 1954 wurde Loretz in Rom zum Priester geweiht. 1957 wurde er mit einer Dissertation über das Reich Gottes im Jesajabuch promoviert. Die parallel dazu geführten Studien an der Päpstlichen Universität Gregoriana schloss Loretz im selben Jahr mit einem Lizentiat in Bibelwissenschaften ab. Einen Auslandsaufenthalt in Amerika nutzte er 1959–1961 für weiterführende, insbesondere akkadistische Studien am Oriental Institute in Chicago. 1962 kam er als wiss. Assistent ins westfälische Münster, wo er sich Anfang 1964 an der Katholisch-Theologischen Fakultät der Westfälischen Wilhelms-Universität im Fach Altes Testament mit einer Arbeit zu Kohelet habilitierte. Während des Zweiten Vatikanischen Konzils veröffentlichte er bibelhermeneutische Titel zur Wahrheit der Bibel (1964), zum Fall Galilei (1966) sowie zu Schöpfung und Mythos in den ersten Kapiteln der Genesis (1968).
Im November 1967 wurde Loretz außerplanmäßiger Professor der Fakultät, 1970 wissenschaftlicher Rat und Professor. 1969 begründete er zusammen mit Manfried Dietrich und Kurt Bergerhoff die Reihe Alter Orient und Altes Testament (AOAT) als international renommiertes Publikationsorgan im Schnittfeld zwischen Altorientalistik und alttestamentlicher Wissenschaft. Loretz’ Forschungen widmeten sich ab den frühen 1970er Jahren immer stärker dem Alten Vorderen Orient (Altertum), insbesondere der Erforschung der nordsyrischen Hafen- und Handelsstadt Ugarit. Mit Manfried Dietrich begründete er die „Ugarit-Forschungen“ (UF), die ab 1969 als Jahrbuch erschienen. Loretz verfasste eine Ugarit-Bibliographie und entwickelte ein neues Zitationssystem für die keilschriftlichen Texte aus Ugarit (keilalphabetische Texte aus Ugarit: „KTU“). Darüber hinaus verfasste Loretz vergleichende Studien zur Poesie Ugarits und den biblischen Psalmen.
Nach seiner Heirat 1975 und der damit verbundenen Laisierung blieb Loretz zwar Mitglied der Katholisch-Theologischen Fakultät, hatte aber nicht die Möglichkeit, wissenschaftlichen Nachwuchs zu betreuen. Mit dem altorientalischen Philologen Manfried Dietrich richtete er im Rahmen der Altorientalistik eine „Forschungsstelle Ugarit“ ein.
Im Frühjahr 1993 erfolgte seine Pensionierung. Nach längerer, schwerer Krankheit starb Loretz am 12. April 2014 in Münster und wurde zehn Tage später in Hörbranz beerdigt. Er war verheiratet mit Theresia Loretz, geb. Zillober.

## Leistungen
Oswald Loretz leistete neben seinen alttestamentlichen Studien und seinen Ugarit-Forschungen wesentliche Beiträge für die Erforschung der Literatur-, Sprach- und Kulturgeschichte des antiken syro-palästinischen und des ostmediterran-levantinischen Raumes vom 2. Jahrtausend v. Chr. bis zur Zeitenwende.
Am 13. Juli 1988 gründete Loretz gemeinsam mit Manfried Dietrich den Ugarit-Verlag. Zum 2. Juli 2012 übergab er seinen Anteil an dem Verlag an Thomas Richard Kämmerer.

## Schriften
- Im Namen Jesu ist Heil. Tyrolia, Innsbruck 1959.
- Galilei und der Irrtum der Inquisition. Naturwissenschaft, Wahrheit der Bibel, Kirche. Butzon & Bercker, Kevelaer 1966.
- Schöpfung und Mythos. Mensch und Welt nach den Anfangskapiteln der Genesis (= Stuttgarter Bibelstudien; 32). Katholisches Bibelwerk, Stuttgart 1968.
- Studien zur althebräischen Poesie. Butzon & Bercker, Kevelaer 1971.
- Ugarit und die Bibel. Kanaanäische Götter und Religion im Alten Testament. Wissenschaftliche Buchgesellschaft, Darmstadt 1990, ISBN 978-3-534-08778-5.
- Des Gottes Einzigkeit. Ein altorientalisches Argumentationsmodell zum »Schma Jisrael«. Wissenschaftliche Buchgesellschaft, Darmstadt 1999, ISBN 978-3-534-13276-8.
- Götter, Ahnen, Könige als gerechte Richter. Der „Rechtsfall“ des Menschen vor Gott nach altorientalischen und biblischen Texten (= Alter Orient und Altes Testament 290). Ugarit-Verlag, Münster 2003.
- Hippologia Ugaritica. Das Pferd in Kultur, Wirtschaft, Kriegführung und Hippiatrie Ugarits. Pferd, Esel und Kamel in biblischen Texten (= Alter Orient und Altes Testament 386). Ugarit-Verlag, Münster 2011.
- Die keilalphabetischen Texte aus Ugarit, Ras Ibn Hani und anderen Orten. Dritte, erweiterte Auflage. The Cuneiform Alphabetic Texts from Ugarit, Ras Ibn Hani and Other Places. Third, Enlarged Edition. KTU 3 (= Alter Orient und Altes Testament 360/1). Ugarit-Verlag, Münster 2013 (mit Manfried Dietrich u. Joaquín Sanmartín).
- Entstehung des Judentums. Ein Paradigmenwechsel. Die Entfaltung altorientalischer Potentiale in der biblisch-jüdischen Historiographie und Mythhistoriographie (= Alter Orient und Altes Testament 422). Ugarit-Verlag, Münster 2015, ISBN 978-3-86835-157-6.